# Julie Ertz

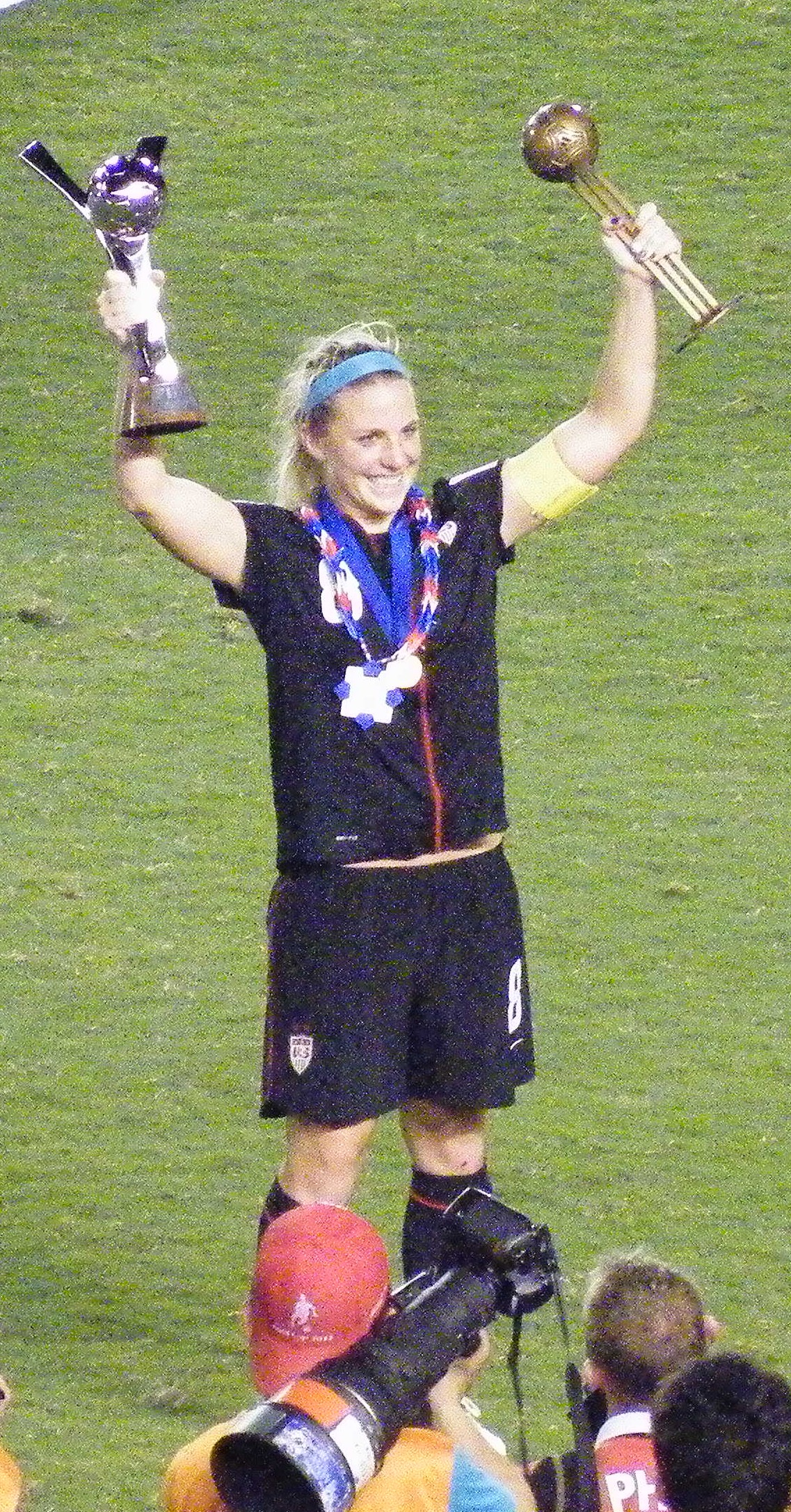
Julie Ertz efter segern i U20-världsmästerskapet 2012.

Julie Beth Ertz (tidigare Johnston), född 6 april 1992 i Phoenix i Arizona, är en amerikansk fotbollsspelare som spelar som försvarare för Chicago Red Stars och i USA:s landslag. Hon var lagkapten i U20-landslaget som vann U20-världsmästerskapet 2012. Ertz utsågs till årets amerikanska kvinnliga fotbollsspelare år 2019.
I mars 2017 gifte sig hon med Zach Ertz.